# Marian Paździoch
Marian Janusz Paździoch (właśc. Marian Janusz Heinrich Gottlieb Paździoch von Bibersztajn) – postać fikcyjna, bohater komediowego serialu telewizyjnego Świat według Kiepskich. W jego rolę wcielał się Ryszard Kotys.
W latach 70. poznał i ożenił się z Heleną Meisner.
Na co dzień pracował z żoną na bazarze, gdzie zajmował się handlem bielizną damską. W młodości był ministrantem.
W starszych odcinkach serialu, Mariana Paździocha przedstawiano jako przebiegłego i sprytnego człowieka, rywalizującego z sąsiadem, Ferdynandem i kradnącego jego pomysły. W nowszych odcinkach Marian Paździoch często trzymał sojusz z Ferdynandem i pił z nim wódkę, czasem wchodząc w konflikty. Początkowo Marian Paździoch miał być postacią epizodyczną w serialu. Nazwisko postaci wzięło się od piosenki Na podwórku u Paździocha, którą usłyszał jeden z producentów serialu.
W 541. odcinku serialu Marian poznał swojego syna, Janusza Mariana z romansu sprzed 50 lat. Janusz zamieszkał z Paździochami.
Po śmierci Ryszarda Kotysa postać Mariana Paździocha została zrekonstruowana w odcinku 589 „Wieczna kwarantanna” przy użyciu technologii deepfake, z udziałem dublera Mariusza Czajki i podkładającego głos Pawła Okońskiego.